# Крушинець (Нижньосілезьке воєводство)
Крушинець (пол. Kruszyniec) — село в Польщі, у гміні Ґура Ґуровського повіту Нижньосілезького воєводства.
Населення — 128 осіб (2011).
У 1975-1998 роках село належало до Лешненського воєводства.

## Демографія
Демографічна структура станом на 31 березня 2011 року:
|          | Загалом | Допрацездатний вік | Працездатний вік | Постпрацездатний вік |
| -------- | ------- | ------------------ | ---------------- | -------------------- |
| Чоловіки | 65      | 14                 | 40               | 11                   |
| Жінки    | 63      | 7                  | 39               | 17                   |
| Разом    | 128     | 21                 | 79               | 28                   |